# República Italiana (1802-1805)
La República Italiana (en italiano: Repubblica Italiana) fue una «república hermana», un estado satélite de la Primera República Francesa. Ubicada en el norte de Italia, tuvo una corta vida (1802 - 1805).
Francia modificó la constitución de la República Cisalpina para permitir que el primer cónsul Francés Napoleón Bonaparte se convirtiera en su presidente, pasándose a denominar República Italiana. El territorio que comprendía la República Cisalpina no cambió con la nueva denominación.
En 1805, a raíz de la proclamación de Napoleón como Emperador de los franceses, la República Italiana cambió nuevamente el nombre, pero esta vez también la forma de gobierno. La república pasaría a ser una monarquía. Napoleón se convirtió en su rey y el territorio se denominó Reino de Italia. El hijastro de Napoleón, Eugenio de Beauharnais, sería su virrey.